# 李承祥
李承祥（1931年—2018年12月14日），男，原籍河北清苑，生于黑龙江哈尔滨，中国舞剧编导家，一级编导，曾任中央芭蕾舞团团长，中国舞蹈家协会常务理事，第四届全国人大代表。